# Jair Cunha
Jair Paula da Cunha Filho (Orlândia, São Paulo, 7 de marzo de 2005), conocido como Jair Cunha, es un futbolista brasileño. Juega de defensa central y su equipo actual es el Nottingham Forest F. C. de la Premier League.

## Trayectoria
El 19 de junio de 2021, firmó su primer contrato profesional con el Santos, con vigencia hasta 2024. Debutó como profesional y en la Serie A— el 9 de noviembre, entrando como suplente de último minuto por su compañero juvenil Marcos Leonardo en la victoria a domicilio por 1-0 sobre el Goiás.  En 2024, disputó 21 partidos en la Serie B del Campeonato Brasileño.
Fue fichado por Botafogo F. R. el 10 de febrero de 2025, estableció vínculo hasta finales de 2028, por unos 14 millones de euros. Anotó su primer gol oficial el 15 de junio, en el primer partido del Mundial de Clubes 2025, frente a Seattle Sounders. El defensa deja el Botafogo después de 22 partidos, con un gol y una asistencia. 
Cinco meses después de firmar con Botafogo, fue anunciado su fichaje por Nottingham Forest de Inglaterra por cinco temporadas. El club inglés pagó 12 millones de euros para fichar al jugador. El 26 de julio de 2025, debutó con Los Rojos en un amistoso de pretemporada contra el Fulham, que terminó 3-1. El partido se disputó en el Estadio de São Luís de Portugal.

## Selección nacional
Ha sido internacional con la selección de fútbol de Brasil en la categoría juvenil sub-20.
Durante 2024 fue parte del proceso de la categoría sub-20, participó de entrenamientos en junio.
A finales de diciembre fue confirmado para jugar el Sudamericano Sub-20 de 2025. Estuvo presente en 8 partidos, todos como titular, clasificaron a la Copa Mundial y en la última jornada se coronaron campeones del torneo.

## Estadísticas

### Clubes
Actualizado al último partido citado el 28 de junio de 2025.
| Club                               | Div.          | Temporada     | Liga  | Liga  | Liga   | Estatal | Estatal | Estatal | Copas nacionales | Copas nacionales | Copas nacionales | Copas internacionales | Copas internacionales | Copas internacionales | Total | Total | Total  |
| Club                               | Div.          | Temporada     | Part. | Goles | Asist. | Part.   | Goles   | Asist.  | Part.            | Goles            | Asist.           | Part.                 | Goles                 | Asist.                | Part. | Goles | Asist. |
| ---------------------------------- | ------------- | ------------- | ----- | ----- | ------ | ------- | ------- | ------- | ---------------- | ---------------- | ---------------- | --------------------- | --------------------- | --------------------- | ----- | ----- | ------ |
| Santos F. C. · Brasil              | 1.ª           | 2022          | 0     | 0     | 0      | -       | -       | -       | -                | -                | -                | -                     | -                     | -                     | 0     | 0     | 0      |
| Santos F. C. · Brasil              | 1.ª           | 2023          | 2     | 0     | 0      | -       | -       | -       | -                | -                | -                | -                     | -                     | -                     | 2     | 0     | 0      |
| Santos F. C. · Brasil              | 2.ª           | 2024          | 20    | 0     | 0      | 2       | 0       | 0       | -                | -                | -                | —                     | —                     | —                     | 22    | 0     | 0      |
| Santos F. C. · Brasil              | Total club    | Total club    | 22    | 0     | 0      | 2       | 0       | 0       | 0                | 0                | 0                | 0                     | 0                     | 0                     | 24    | 0     | 0      |
| Botafogo F. R. · Brasil            | 1.ª           | 2025          | 11    | 0     | 1      | 1       | 0       | 0       | 0                | 0                | 0                | 10                    | 1                     | 0                     | 22    | 1     | 1      |
| Botafogo F. R. · Brasil            | Total club    | Total club    | 11    | 0     | 1      | 1       | 0       | 0       | 0                | 0                | 0                | 10                    | 1                     | 0                     | 22    | 1     | 1      |
| Nottingham Forest F. C. Inglaterra | 1.ª           | 2025-26       | 0     | 0     | 0      | —       | —       | —       | -                | -                | -                | -                     | -                     | -                     | 0     | 0     | 0      |
| Nottingham Forest F. C. Inglaterra | Total club    | Total club    | 0     | 0     | 0      | 0       | 0       | 0       | 0                | 0                | 0                | 0                     | 0                     | 0                     | 0     | 0     | 0      |
| Total carrera                      | Total carrera | Total carrera | 33    | 0     | 1      | 3       | 0       | 0       | 0                | 0                | 0                | 10                    | 1                     | 0                     | 46    | 1     | 1      |
| 1. 2.                              |               |               |       |       |        |         |         |         |                  |                  |                  |                       |                       |                       |       |       |        |

### Selección
Actualizado al último partido citado el 16 de febrero de 2025.
| Selección         | Temporada         | Continental | Continental | Continental | Mundial | Mundial | Mundial | Amistosos | Amistosos | Amistosos | Total | Total | Total  |
| Selección         | Temporada         | Part.       | Goles       | Asist.      | Part.   | Goles   | Asist.  | Part.     | Goles     | Asist.    | Part. | Goles | Asist. |
| ----------------- | ----------------- | ----------- | ----------- | ----------- | ------- | ------- | ------- | --------- | --------- | --------- | ----- | ----- | ------ |
| Sub-20 · Brasil   | 2025              | 8           | 0           | 0           | -       | -       | -       | 0         | 0         | 0         | 8     | 0     | 0      |
| Sub-20 · Brasil   | Total sel.        | 8           | 0           | 0           | 0       | 0       | 0       | 0         | 0         | 0         | 8     | 0     | 0      |
| Total selecciones | Total selecciones | 8           | 0           | 0           | 0       | 0       | 0       | 0         | 0         | 0         | 8     | 0     | 0      |
| 1.                |                   |             |             |             |         |         |         |           |           |           |       |       |        |

## Palmarés

### Títulos internacionales
| Título                         | Equipo              | Sede      | Año  |
| ------------------------------ | ------------------- | --------- | ---- |
| Campeonato Sudamericano Sub-20 | Selección de Brasil | Venezuela | 2025 |

### Títulos nacionales
| Título                          | Equipo       | País   | Año  |
| ------------------------------- | ------------ | ------ | ---- |
| Campeonato Brasileño de Serie B | Santos F. C. | Brasil | 2024 |